# Forever Everlasting
Forever Everlasting ist das Debütalbum des US-amerikanischen Rappers Everlast. Es wurde am 27. März 1990 über Warner Bros. veröffentlicht. Als Singles wurden Never Missin’ a Beat, I Got the Knack und The Rhythm veröffentlicht. Das Album, dessen Produktion er bereits als 17-Jähriger begann, stieß anfangs auf geringfügige Resonanz, da es vor Everlasts Zeit mit der Gruppe House of Pain, mit welcher er seinen Durchbruch schaffen konnte, auf den Markt kam.

## Cover
In der Ecke eines Boxrings sitzt ein Boxer, umgeben ist er von zwei Männern in Anzügen, die sein Trainer und sein Manager sein könnten. In der linken Hälfte des Covers sieht man einen anderen Boxer, augenscheinlich der Gegner. Weiterhin ist auf der linken Hälfte in weißer Farbe und vertikaler Ausrichtung EVERLAST in Großbuchstaben zu lesen. Das gesamte Cover ist in einem Sepia-Farbton gehalten.

## Titelliste
| #   | Titel                                     | Länge |
| --- | ----------------------------------------- | ----- |
| 1.  | Syndicate Soldier                         | 3:31  |
| 2.  | Speak No Evil (feat. Kool Nick)           | 4:21  |
| 3.  | Syndication (Remix)                       | 4:26  |
| 4.  | What Is This                              | 4:22  |
| 5.  | The Rhythm (feat. Ice-T, Donald D & Diva) | 4:19  |
| 6.  | I Got the Knack                           | 3:32  |
| 7.  | On the Edge                               | 5:39  |
| 8.  | Fuck Everyone                             | 4:02  |
| 9.  | Goodbye                                   | 3:52  |
| 10. | Pass It On                                | 5:55  |
| 11. | Never Missin’ A Beat                      | 4:10  |

## Kritik
| Professionelle Bewertungen | Professionelle Bewertungen |
| -------------------------- | -------------------------- |
| Kritiken                   |                            |
| Quelle                     | Bewertung                  |
| Allmusic                   | [ 3 ]                      |

Alex Henderson von Allmusic bezeichnete Forever Everlasting als „anständig, wenn auch nicht überragend“. Schon hier stelle Everlast seine lyrischen Fähigkeiten unter Beweis, für die er später bekannt werden soll. Er zitierte Ice-T, einen der Pioniere des Gangsta-Rap und Executive Producer des Albums, der gesagt haben soll: „Wenn du ihn rappen hörst, würde dir niemals in den Sinn kommen, er sei weiß.“ Auch wenn Everlasts Performance nicht außergewöhnlich sei, habe das Album „definitiv“ seine Glanzmomente. Er hob die Lieder Speak No Evil und Fuck Everyone hervor und gab Forever Everlasting drei von fünf möglichen Punkten.